# Башня Бисмарка

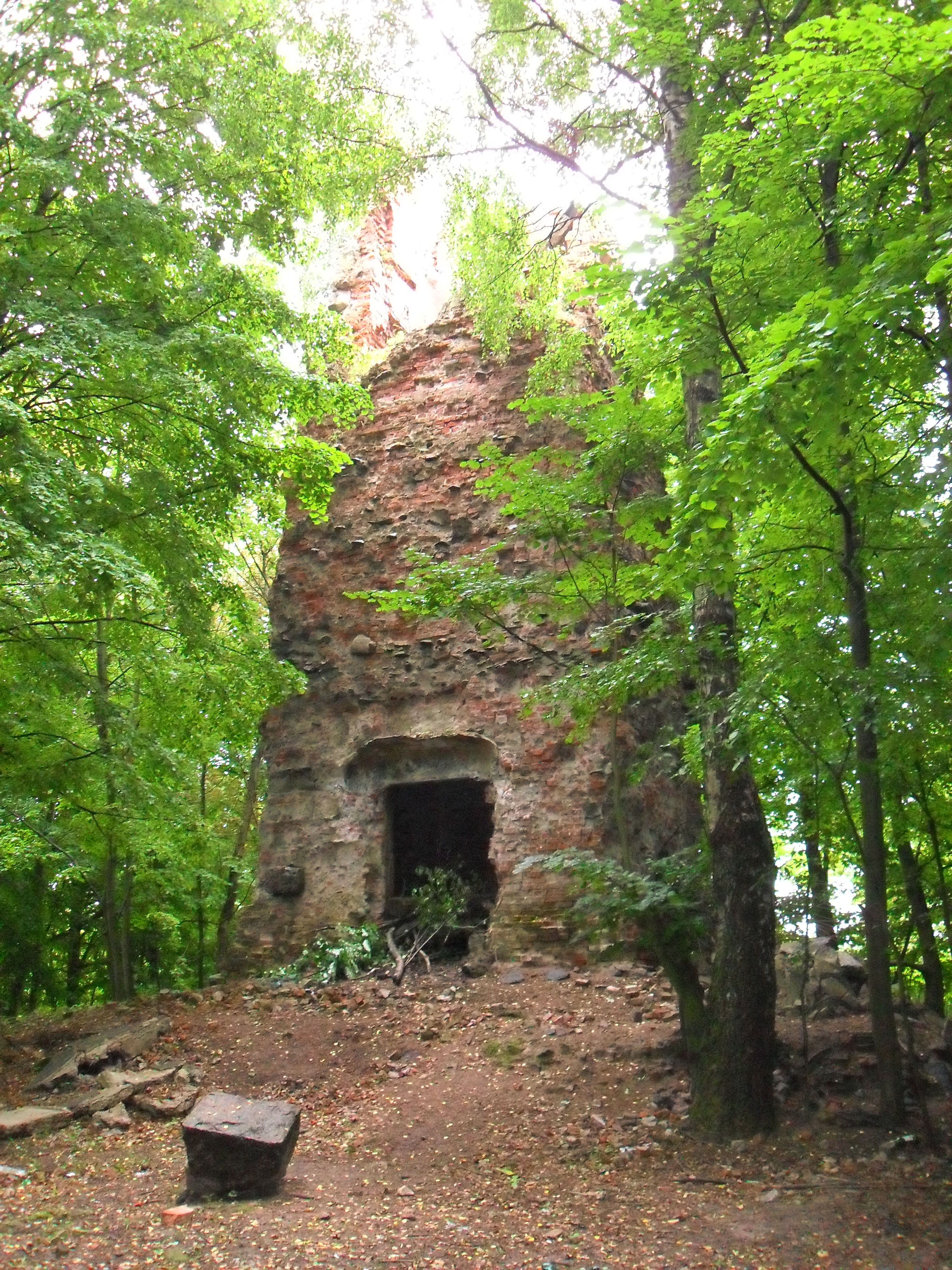
Башня Бисмарка рядом с посёлком Горино

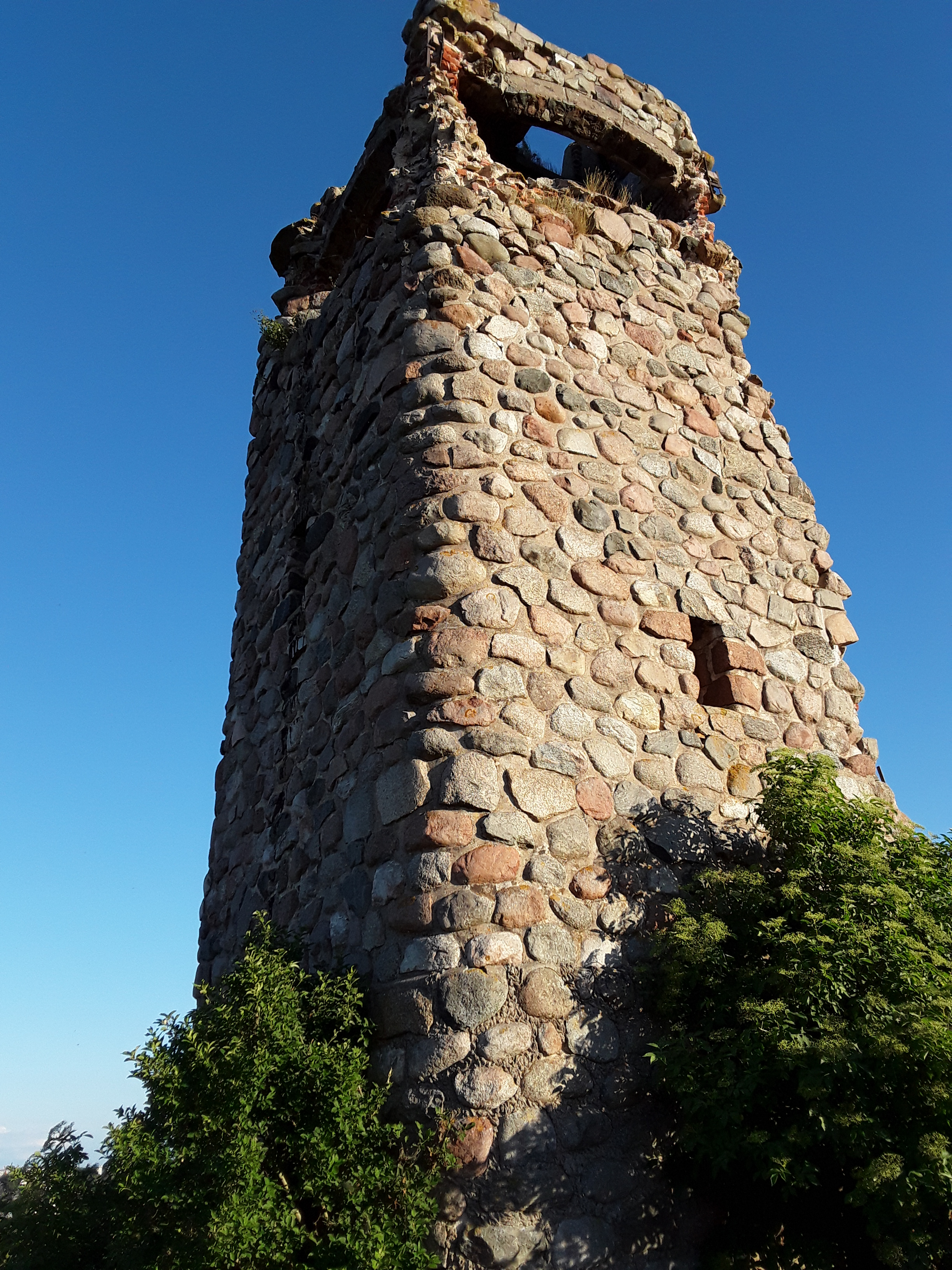
Башня Бисмарка рядом с Черняховском

Башни Би́смарка — башни-памятники, строившиеся в память о «железном канцлере» Отто фон Бисмарке. В период с 1869 по 1934 год было построено примерно 250 таких башен. Башни Бисмарка были построены в четырёх частях света: Европе, Африке, Америке и Австралии. Башни Бисмарка строились в разных стилях. До наших дней сохранилось 175 башен.
В 1898 году умер первый канцлер Германской империи Отто фон Бисмарк. Еще при жизни ему было поставлено множество памятников: в гражданских костюмах, в военной форме, в средневековых доспехах. В 1899 году Союз немецкого студенчества объявляет конкурс на создание мемориальных монументов в память о Бисмарке новых архитектурных форм. Конкурс выиграл проект архитектора Вильгельма Крайса «Сумерки богов» — башня с факелом Вечного огня. До 1911 года было построено 58 башен Бисмарка, из них 47 — по типовому проекту. Сооружались башни в основном на пожертвования частных лиц и благотворительных организаций.

## Башни Бисмарка в России
Башни Бисмарка есть и в России. На территории Калининградской области сохранились руины двух башен Бисмарка — в посёлке Маёвка рядом с Черняховском и в посёлке Горино (Северная башня Бисмарка) рядом с Неманом.
Данные башни около Черняховска:
- Высота: 15 метров
- Открытие: 7 сентября 1913 года
- Материал: булыжники

Данные башни в Горино:
- Высота: 23 м
- Открытие: 17 августа 1912 года
- Материал: кирпич, облицована гранитными тесанными валунами

## Галерея

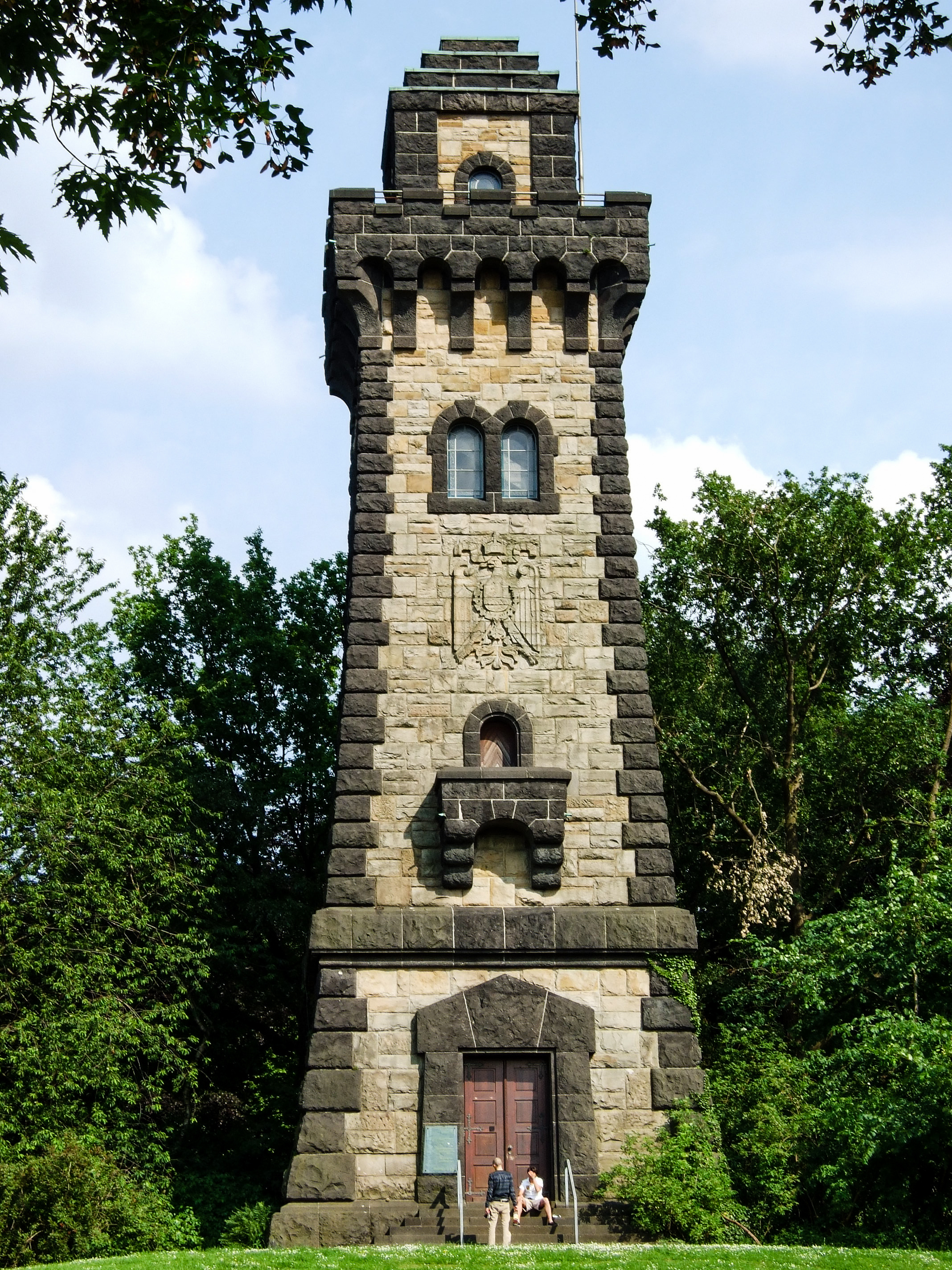
Башня Бисмарка в городе Мюльхайм-ан-дер-Рур
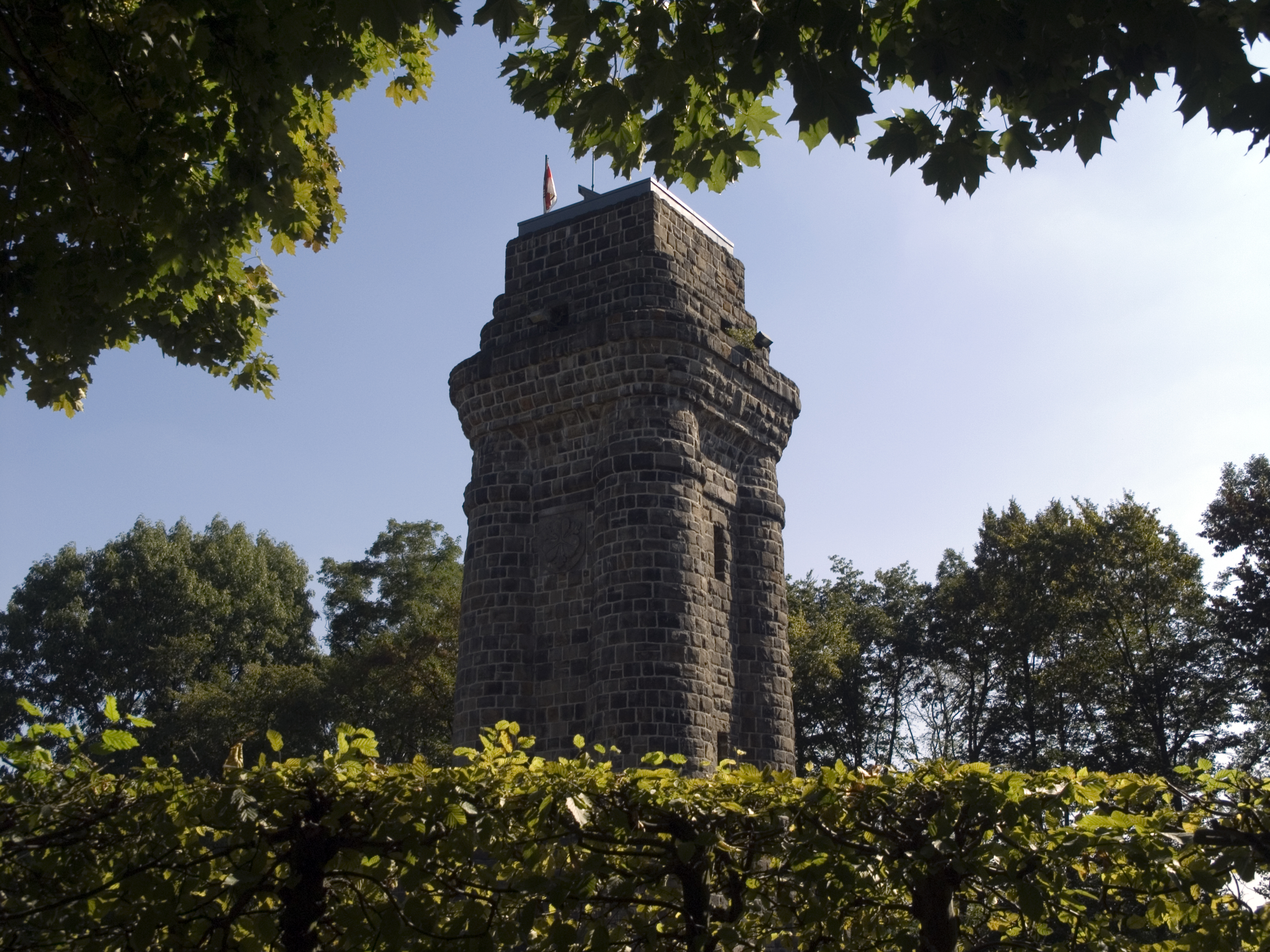
Башня Бисмарка в городе Вуппертале
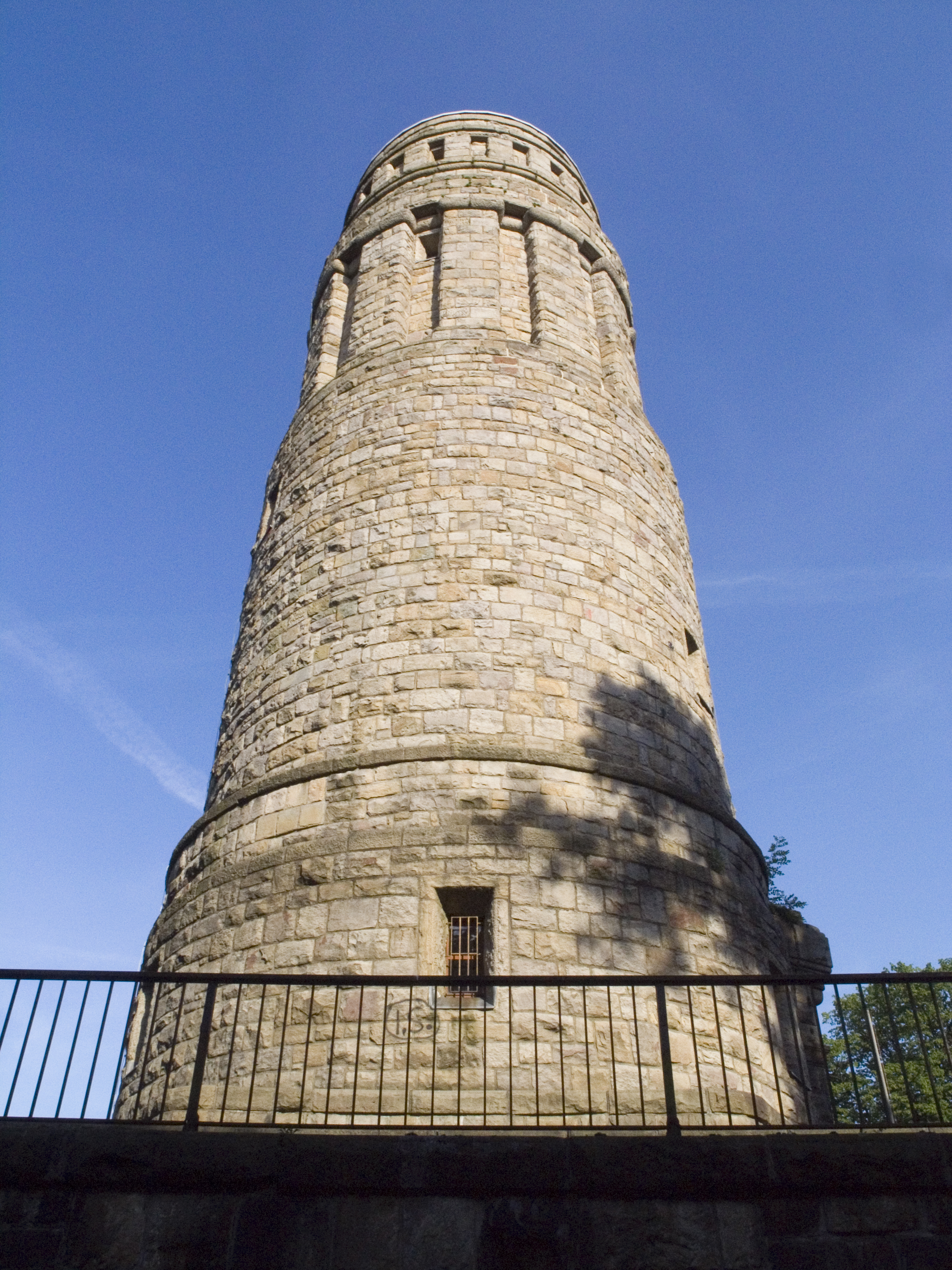
Башня Бисмарка в городе Бохуме
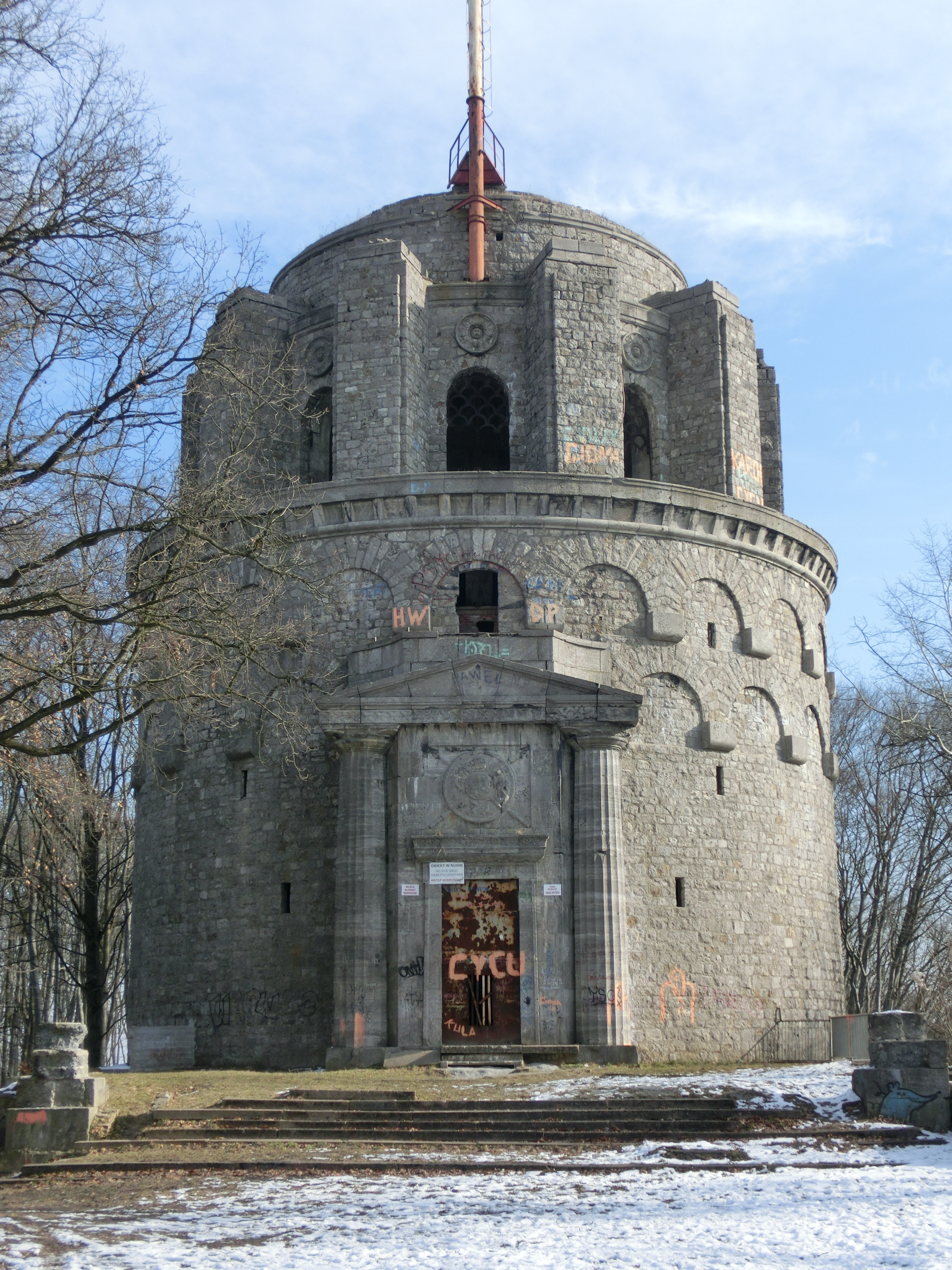
Башня Бисмарка в Щецине
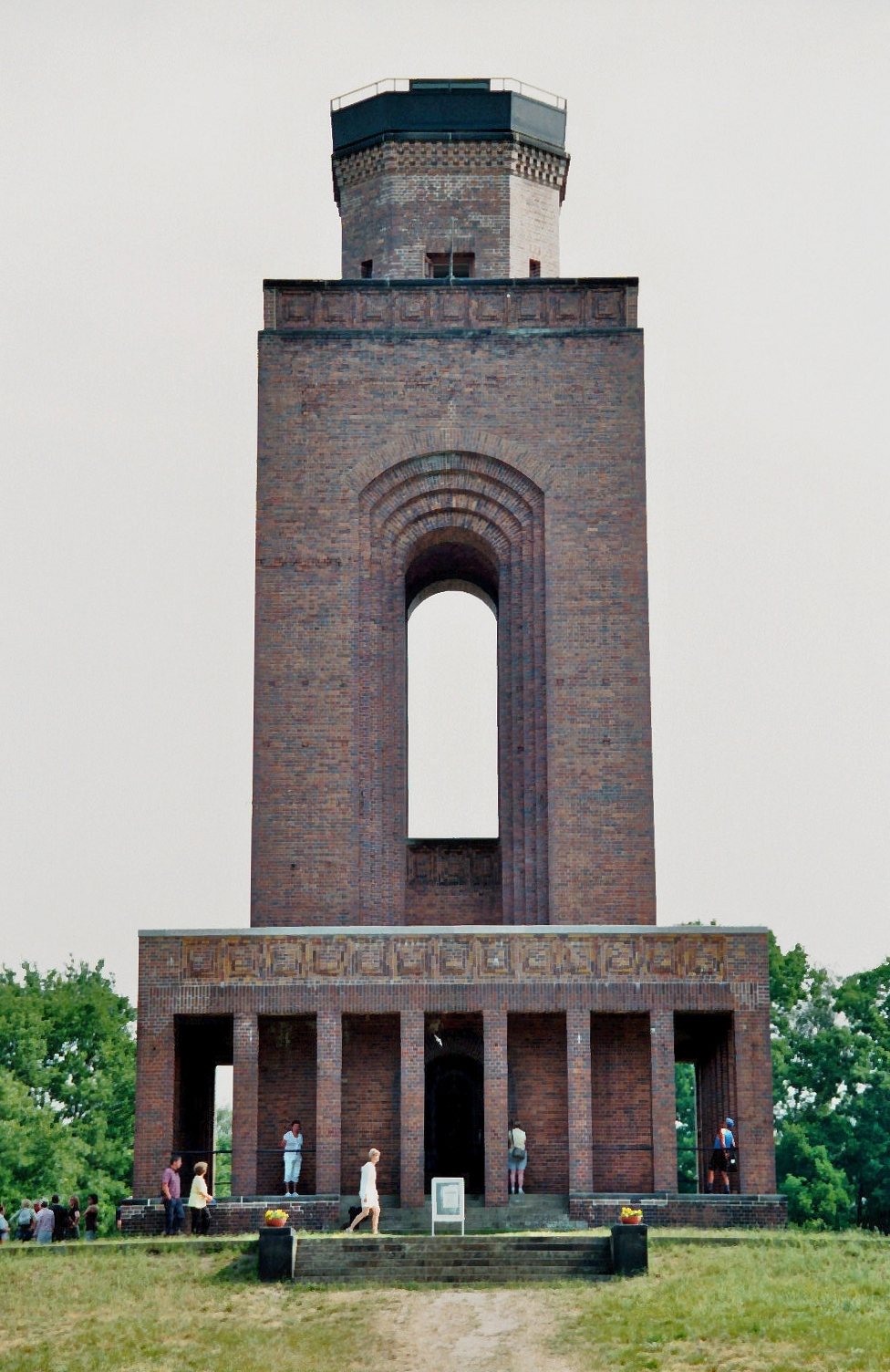
Башня Бисмарка в Бурге (Шпревальд)